# Steve Rodan
Stephen Charles Rodan, dit Steve Rodan (né le 19 avril 1954 à Glasgow), est un pharmacien et un homme politique britannique de l'île de Man. Il est président de la Chambre des clés de 2006 à 2016 et président du Tynwald de 2016 à 2021.

## Biographie

### Carrière
Steve Rodan est diplômé en pharmacie de l'université d'Édimbourg en 1977. 
Il est ministre de l'Éducation de 1999 à 2004, puis de la Santé et de la Sécurité sociale dans le gouvernement de l'île de Man entre 2004 et 2006.
Il est élu président de la Chambre des clés par le Tynwald le 15 décembre 2006 et réélu le 4 octobre 2011.
Le 19 juillet 2016, il est élu président du Tynwald. Il occupe la fonction jusqu'en 2021.

### Vie privée
Steve Rodan est marié à Ana Maria Ballesteros Torres, née à Mexico. Le couple a deux enfants.